# Église Saint-Martin de Céré-la-Ronde
Pour les articles homonymes, voir Église Saint-Martin.
L'église Saint-Martin de Céré-la-Ronde est l'église paroissiale de la commune de Céré-la-Ronde, dans le département français d'Indre-et-Loire.
Sa construction du XIIe siècle est presque totalement reprise au XVIe siècle. Elle est classée comme monument historique en 1971.

## Localisation
Établie au sud-est du chef-lieu communal, l'église observe une orientation courante chez les édifices cultuels catholiques : nef ouverte à l'ouest et chœur tourné vers l'est.

## Histoire
Une première église est fondée au VIe siècle par l'évêque Euphrône de Tours ; une seconde église la remplace peut-être, dédiée à saint Vincent, mais les sources manquent pour l'attester. Un deuxième (ou un troisième) édifice est construit au XIIe siècle mais il n'en reste plus qu'une partie du clocher. Tout le reste est repris au XVIe siècle en remployant partiellement les fondations de l'ancienne église.
L'église est classée comme monument historique par arrêté du 27 octobre 1971.

## Description
L'église du XVIe siècle se compose d'une nef, sur le flanc nord de laquelle se dresse le clocher, et d'une abside.
La nef comporte cinq travées. Les trois premières correspondent à l'édifice du XIIe siècle, les deux dernières à celui du XVIe siècle. À partir de la seconde moitié de la troisième travée, la nef est élargie par l'adjonction de bas-côtés même si son vaisseau central lui-même s'en trouve rétréci. Une abside polygonale termine l'édifice.
Un portail s'ouvre à l'ouest en façade de la nef, un autre au nord dans la travée qui suit le clocher. Si le clocher est roman l'architecture gothique, le décor est d'inspiration Renaissance.
Le portail nord, les stalles, une statuette, deux tableaux, deux cloches, les figurations d'un chemin de croix, une croix d'autel et des chandeliers sont protégés comme  objets monuments historiques.

## Pour en savoir plus